# Mirabaud Group
Mirabaud é um grupo bancário e financeiro internacional com sede em Genebra, Suíça. Fundado em 1819, gradualmente se tornou o terceiro maior banco privado da cidade.
Seis parceiros estão envolvidos na gestão diária do grupo. Mirabaud fornece serviços de gerenciamento de patrimônio, gerenciamento de ativos e corretagem para clientes e instituições privadas em todo o mundo.

## História
O Mirabaud et Cie foi fundado em 1819 e é um dos bancos mais antigos da Suíça. De propriedade e operação familiares, o banco desempenhou um papel fundamental na construção e desenvolvimento do sistema financeiro suíço, ajudando a co-fundar a Bolsa de Genebra em 1857.
Em 1973, foi pioneira no desenvolvimento de fundos de hedge suíços. Em 1985, Mirabaud abre seu primeiro escritório estrangeiro em Montreal, seguido em 1990 pelo reforço de sua presença histórica em Londres
O primeiro escritório asiático foi aberto em Hong Kong em 1997 e, um ano depois, o banco reforçou sua presença na Suíça ao abrir sua primeira subsidiária em Zurique.
Em 2001, a Mirabaud amplia significativamente suas equipes de gerenciamento de ativos em Genebra e Londres. No mesmo ano, o Grupo cria a LPP Gestion SA para atuar na área de serviços de gestão de passivos para fundos de pensão.
A partir de 2003, o Grupo continua solidificando sua presença na UE, Suíça e Oriente Médio: uma nova subsidiária é aberta em Paris, uma participação majoritária na Jenni & Cie (Basileia) é comprada em 2004, e outro escritório bancário é aberto em Dubai em 2007.
Em 2010, o Grupo adquire a Venture Finanzas na Espanha e prossegue sua implantação estratégica abrindo escritórios em Madri, Barcelona, Valência e Sevilha.
Em 2011, Mirabaud consolida suas atividades de gestão de ativos no Luxemburgo, criando a Mirabaud Asset Management (Europe) SA. Um banco (Mirabaud & Cie (Europe) SA) segue em 2014. Em 2015, o Grupo anuncia a aquisição de mais duas licenças bancárias na Espanha e na França.
O grupo passa por uma grande mudança estrutural em 2014: as atividades da Mirabaud se integram à Mirabaud SCA, uma parceria corporativa suíça. Pela primeira vez, o Groupe também publica seus resultados anuais.

## Atividades
A sede da Mirabaud está localizada em Genebra, na Suíça, mas o Grupo tem escritórios em todo o mundo. Isso inclui subsidiárias na Suíça (Genebra, Basileia, Zurique), Europa (Londres, Luxemburgo, Paris, Madri, Barcelona, Valência, Sevilha e Milão) e em outros lugares do mundo (Montreal, Hong Kong e Dubai, entre outros. O Grupo concentra-se em três divisões principais: gerenciamento de patrimônio, gerenciamento de ativos e corretagem.

## Patrocínio
Mirabaud é desde 2005 o principal patrocinador do Bol d'Or Mirabaud – a maior regata de veleiros de água doce da Europa, realizada anualmente no lago Genebra. Em 2019, para comemorar seu 200º aniversário, o banco tornou o Museu de Artes Modernas de Genebra gratuito para todos os visitantes.